# Fetch the Bolt Cutters
Albums de Fiona Apple
The Idler Wheel... (en)
(2012)
Singles
1. Shameika
Sortie : 27 avril 2020[2]

Fetch the Bolt Cutters est le cinquième album studio de l'auteure-compositrice-interprète américaine Fiona Apple.

## Accueil critique

### Critiques
Dès sa sortie, Fetch the Bolt Cutters est acclamé par les critiques musicaux. Sur le site web Metacritic, l'album obtient la note moyenne de 98/100.

### Classements des critiques
| Publication          | Classement                                       | Position | Réf.   |
| -------------------- | ------------------------------------------------ | -------- | ------ |
| BBC Culture          | Les meilleurs albums et chansons de l'année 2020 | NC       | [ 17 ] |
| Billboard            | Les 50 meilleurs albums de 2020                  | 7        | [ 18 ] |
| Complex              | Les meilleurs albums de 2020                     | 27       | [ 19 ] |
| Consequence of Sound | Top 50 des albums de 2020                        | 1        | [ 20 ] |
| Crack                | Les meilleurs albums de 2020                     | 39       | [ 21 ] |
| Entertainment Weekly | Les 15 meilleurs albums de 2020                  | 1        | [ 22 ] |
| Exclaim!             | Les 50 meilleurs albums de 2020                  | 2        | [ 23 ] |
| Gaffa                | Les 20 meilleurs albums étrangers                | 4        | [ 24 ] |
| Les Inrockuptibles   | Notre top 100 des albums 2020                    | 54       | [ 25 ] |
| The Line of Best Fit | Les meilleurs albums de 2020                     | 11       | [ 26 ] |
| Mojo                 | Les 75 meilleurs albums de 2020                  | 2        | [ 27 ] |
| The New Yorker       | La meilleure musique de 2020                     | 5        | [ 28 ] |
| NPR                  | Les meilleurs albums de 2020                     | 2        | [ 29 ] |
| OOR (en)             | Liste de fin d'année 2020                        | 8        | [ 30 ] |
| Paste                | Les 50 meilleurs albums de 2020                  | 1        | [ 31 ] |
| The Plain Dealer     | Les meilleurs albums de 2020                     | 2        | [ 32 ] |
| PopMatters           | Les 60 meilleurs albums de 2020                  | 2        | [ 33 ] |
| RNZ Music            | Le meilleur de 2020: le top 20 des albums        | 3        | [ 34 ] |
| Rolling Stone        | Les 50 meilleurs albums de 2020                  | 2        | [ 35 ] |
| Rough Trade (en)     | Les albums de l'année 2020                       | 64       | [ 36 ] |
| The Skinny (en)      | Le top 10 des albums de 2020                     | 1        | [ 37 ] |
| Slate                | Les meilleurs albums de 2020                     | 9        | [ 38 ] |
| Stereogum            | Les 50 meilleurs albums de 2020                  | 1        | [ 39 ] |
| Time                 | Les 10 meilleurs albums de 2020                  | 3        | [ 40 ] |
| Uncut                | Les 75 meilleurs albums de 2020                  | 22       | [ 41 ] |
| Uproxx               | Les meilleurs albums de 2020                     | 2        | [ 42 ] |

## Liste des pistes
Toutes les chansons sont écrites et composées par Fiona Apple et produites par Fiona Apple et Amy Aileen Wood avec Sebastian Steinberg (en) et David Garza (en).
| Fetch the Bolt Cutters | Fetch the Bolt Cutters | Fetch the Bolt Cutters | Fetch the Bolt Cutters | Fetch the Bolt Cutters | Fetch the Bolt Cutters | Fetch the Bolt Cutters | Fetch the Bolt Cutters | Fetch the Bolt Cutters | Fetch the Bolt Cutters |
| No                     | Titre                  | Durée                  |                        |                        |                        |                        |                        |                        |                        |
| ---------------------- | ---------------------- | ---------------------- | ---------------------- | ---------------------- | ---------------------- | ---------------------- | ---------------------- | ---------------------- | ---------------------- |
| 1.                     | I Want You to Love Me  | 3:56                   |                        |                        |                        |                        |                        |                        |                        |
| 2.                     | Shameika               | 4:08                   |                        |                        |                        |                        |                        |                        |                        |
| 3.                     | Fetch the Bolt Cutters | 4:58                   |                        |                        |                        |                        |                        |                        |                        |
| 4.                     | Under the Table        | 3:20                   |                        |                        |                        |                        |                        |                        |                        |
| 5.                     | Relay                  | 4:50                   |                        |                        |                        |                        |                        |                        |                        |
| 6.                     | Rack of His            | 3:42                   |                        |                        |                        |                        |                        |                        |                        |
| 7.                     | Newspaper              | 5:32                   |                        |                        |                        |                        |                        |                        |                        |
| 8.                     | Ladies                 | 5:25                   |                        |                        |                        |                        |                        |                        |                        |
| 9.                     | Heavy Balloon          | 3:26                   |                        |                        |                        |                        |                        |                        |                        |
| 10.                    | Cosmonauts             | 4:00                   |                        |                        |                        |                        |                        |                        |                        |
| 11.                    | For Her                | 2:43                   |                        |                        |                        |                        |                        |                        |                        |
| 12.                    | Drumset                | 2:40                   |                        |                        |                        |                        |                        |                        |                        |
| 13.                    | On I Go                | 3:09                   |                        |                        |                        |                        |                        |                        |                        |
| 51:49                  |                        |                        |                        |                        |                        |                        |                        |                        |                        |

## Classements
| Classement (2020)               | Meilleure position |
| ------------------------------- | ------------------ |
| Allemagne (Media Control AG)    | 20                 |
| Australie (ARIA)                | 13                 |
| Autriche (Ö3 Austria Top 40)    | 30                 |
| Belgique (Flandre Ultratop)     | 26                 |
| Belgique (Wallonie Ultratop)    | 101                |
| Canada (Canadian Albums)        | 10                 |
| Danemark (Tracklisten)          | 10                 |
| Écosse (OCC)                    | 28                 |
| États-Unis (Billboard 200)      | 4                  |
| États-Unis (Album Sales)        | 1                  |
| États-Unis (Alternative Albums) | 1                  |
| États-Unis (Tastemakers)        | 1                  |
| États-Unis (Top Rock Albums)    | 1                  |
| France (SNEP)                   | 97                 |
| Irlande (IRMA)                  | 23                 |
| Italie (FIMI)                   | 49                 |
| Nouvelle-Zélande (RIANZ)        | 14                 |
| Pays-Bas (Mega Album Top 100)   | 20                 |
| Portugal (AFP)                  | 4                  |
| Royaume-Uni (UK Albums Chart)   | 33                 |
| Suisse (Schweizer Hitparade)    | 11                 |
| Suisse (Charts Romandie)        | 8                  |

| Classement (2020)               | Position |
| ------------------------------- | -------- |
| États-Unis (Album Sales)        | 96       |
| États-Unis (Alternative Albums) | 40       |
| États-Unis (Top Rock Albums)    | 67       |